# Sommet du G20 de 2016
Le sommet du G20 2016 à Hangzhou en Chine est le onzième sommet du Groupe des vingt depuis sa création pour les chefs d'État en 2008. Ce sommet se tient les 4 et 5 septembre 2016 à Hangzhou dans la province chinoise de Zhejiang. Il est également le premier à se dérouler en  Chine.

## Participants

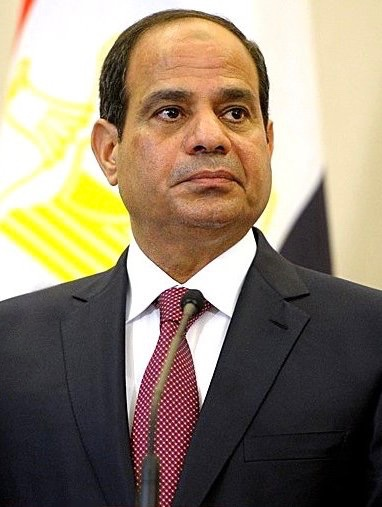
Égypte Abdel Fattah al-Sissi, Président
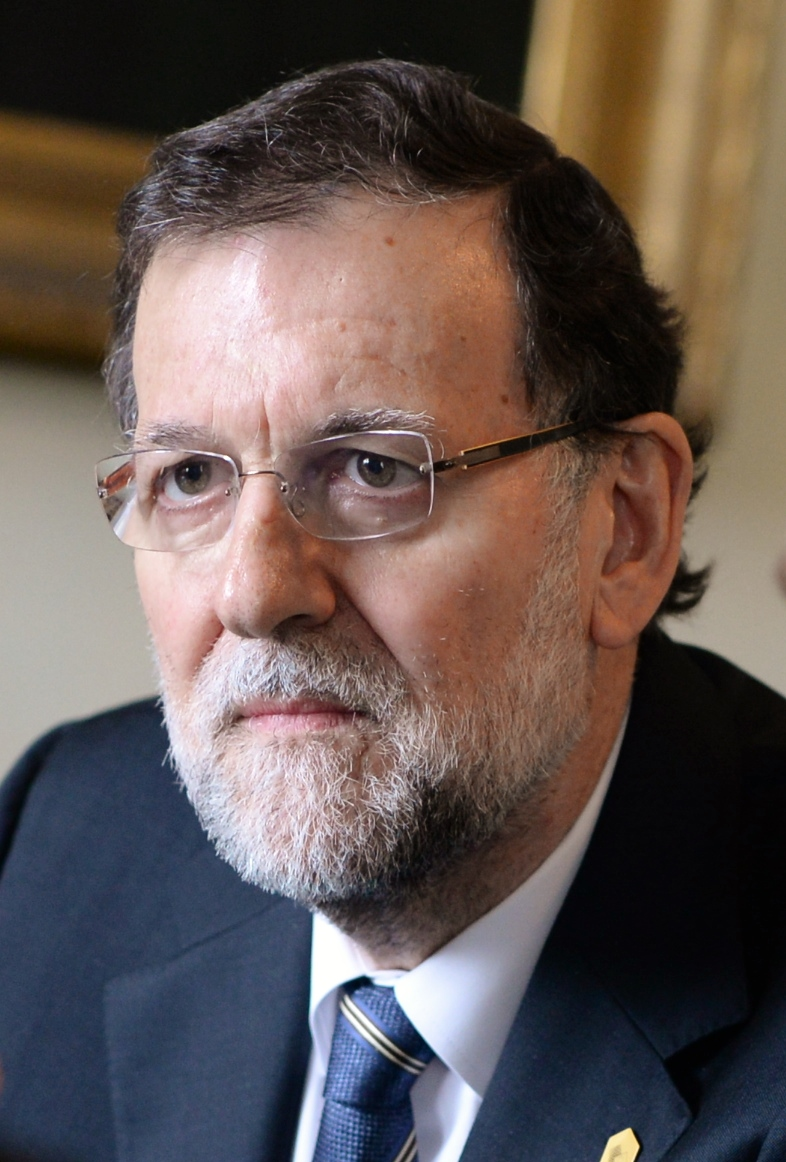
Espagne Mariano Rajoy, Président du gouvernement
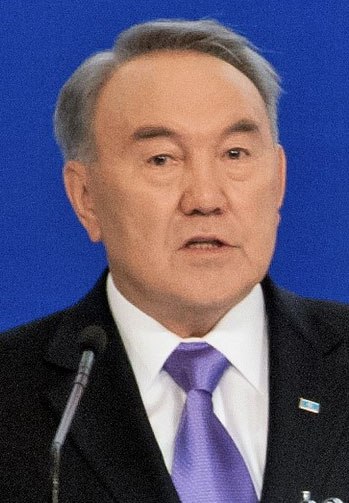
Kazakhstan Noursoultan Nazarbaïev, Président
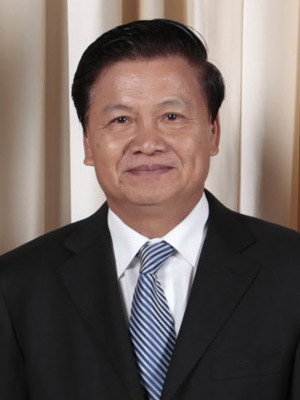
Laos Thongloun Sisoulith, Président du Conseil
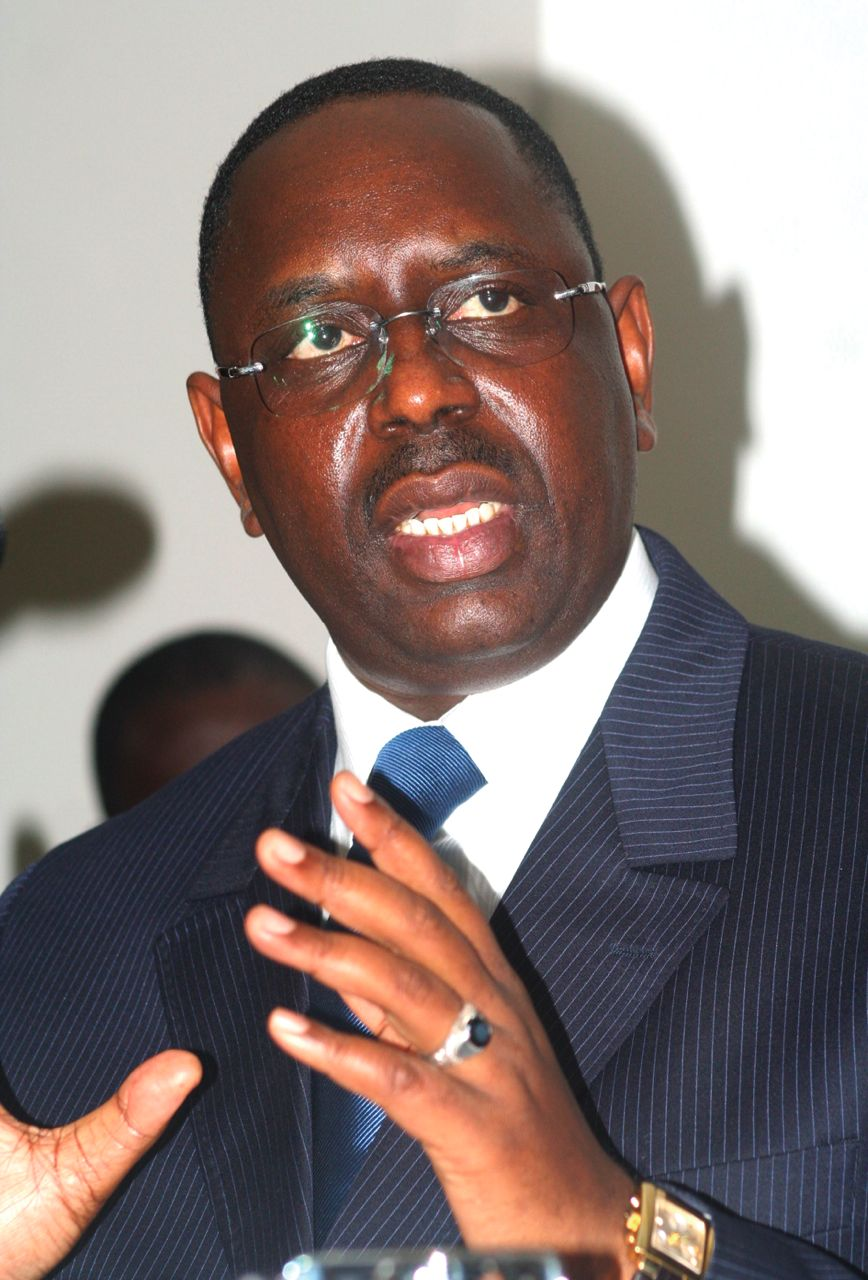
Sénégal Macky Sall, Président
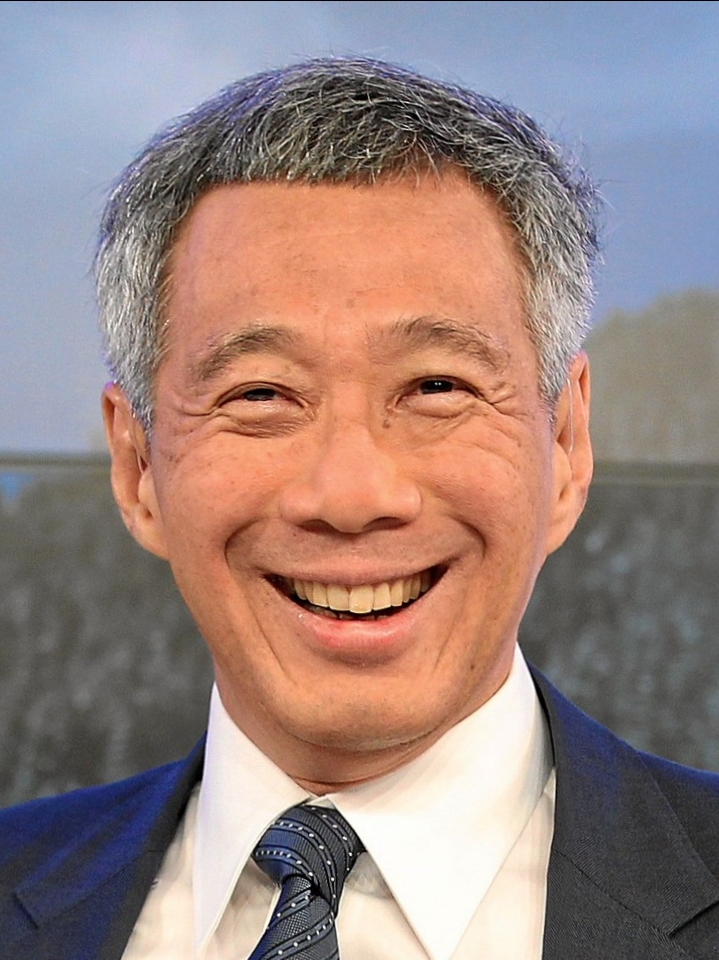
Singapour Lee Hsien Loong, Premier ministre
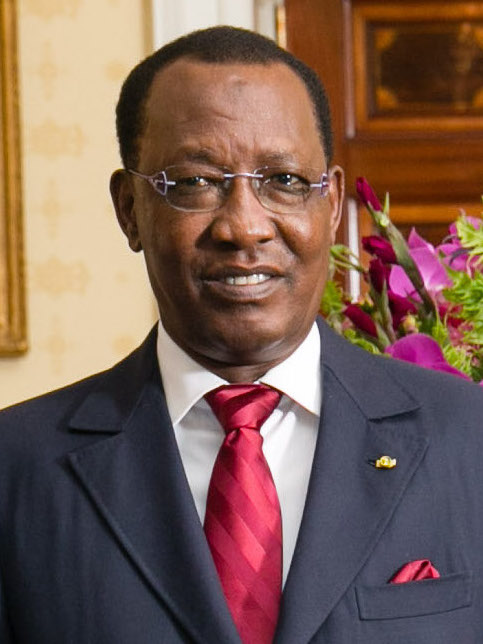
Tchad Idriss Déby, Président
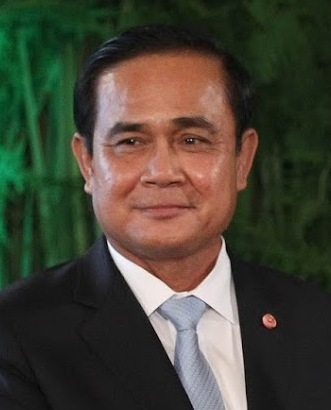
Thaïlande Prayut Chan-o-cha, Premier ministre

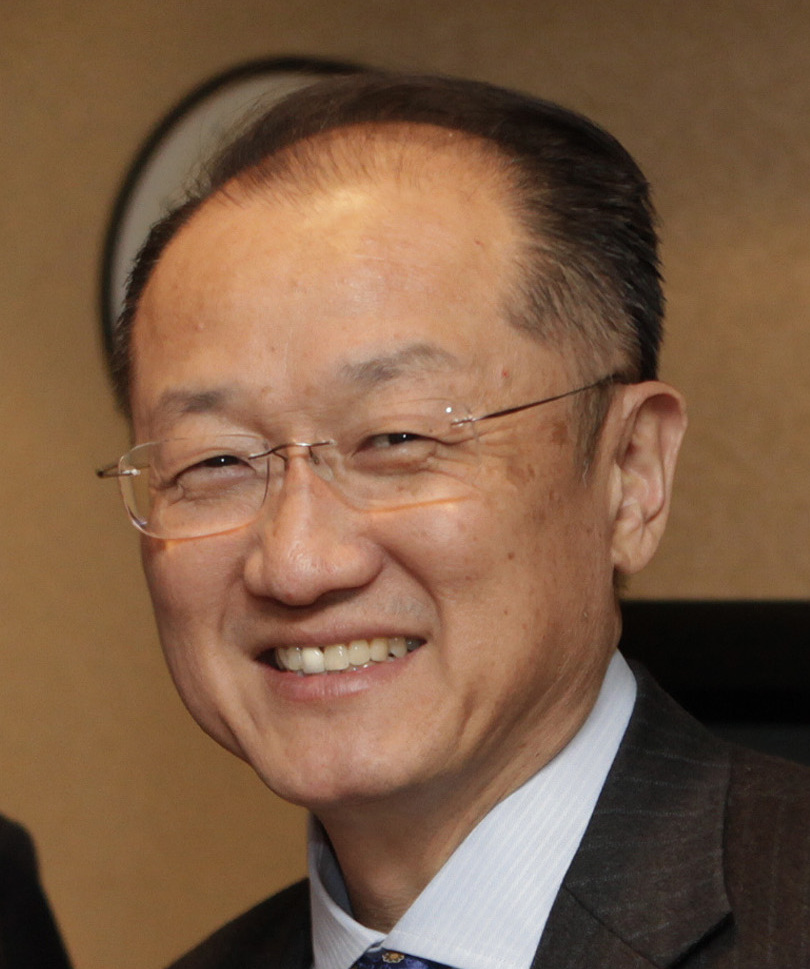
Banque mondiale Jim Yong Kim, Président
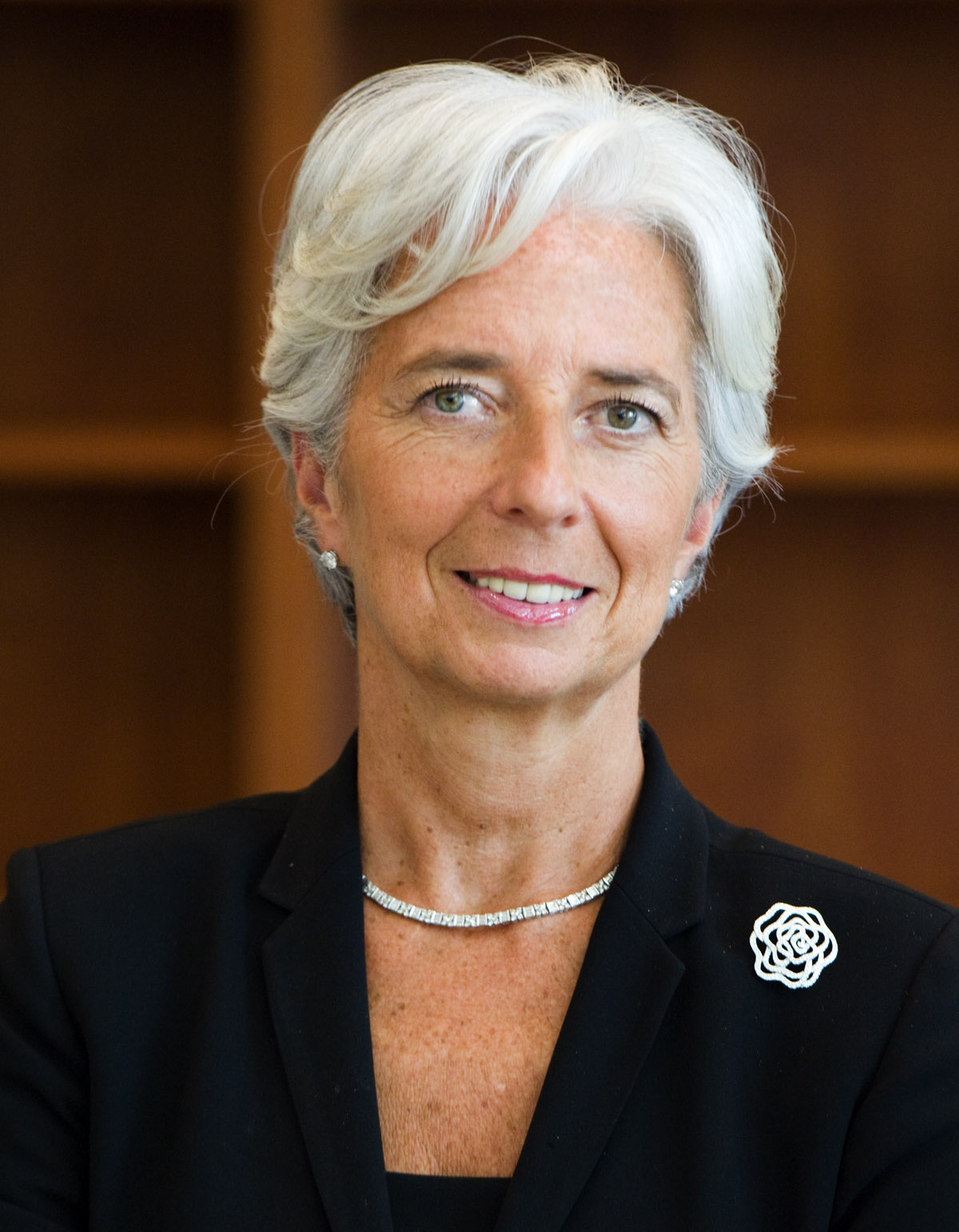
FMI Christine Lagarde, Directrice générale
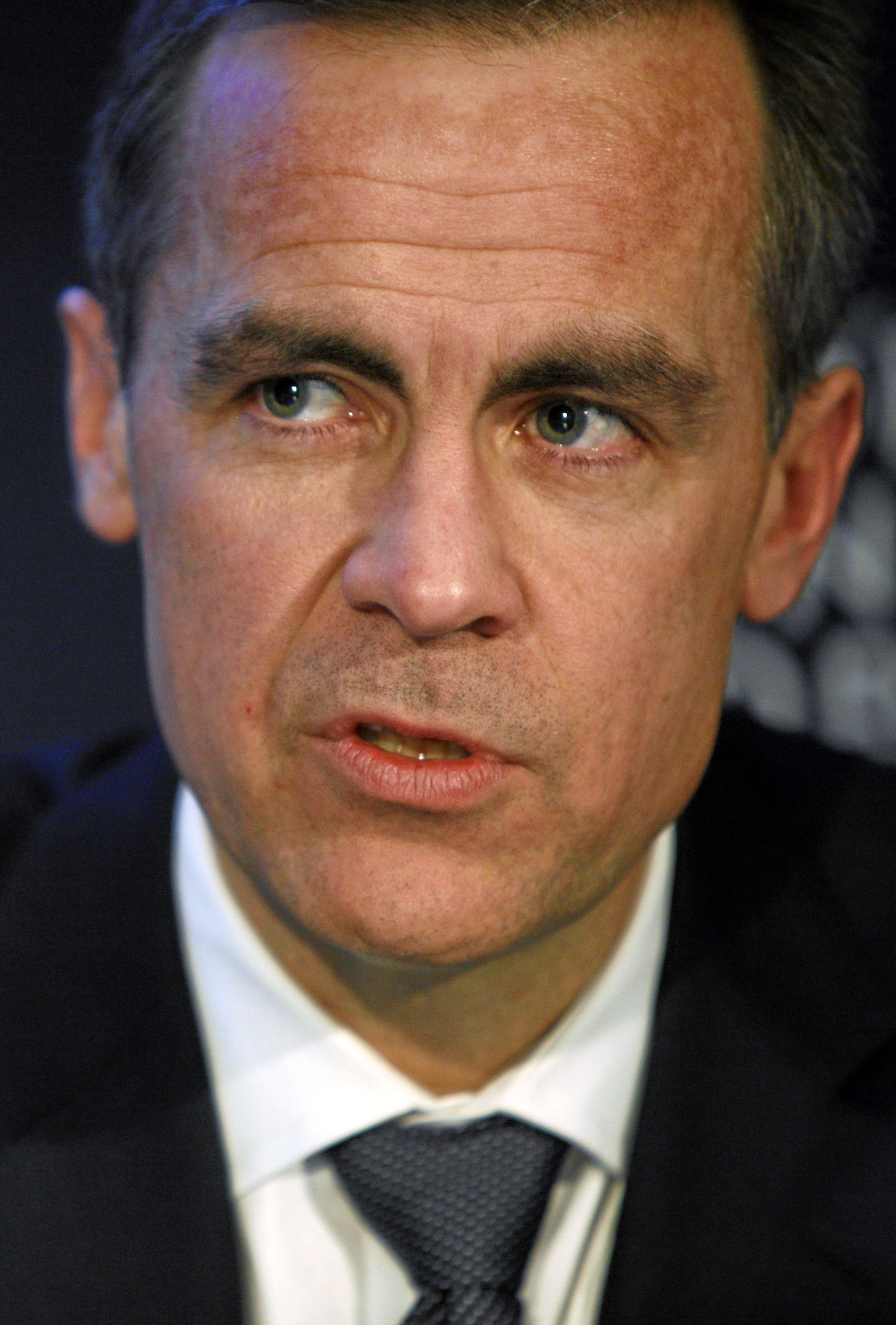
FSB Mark Carney, Président
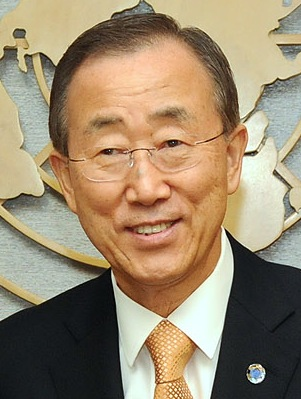
ONU Ban Ki-moon, Secrétaire général
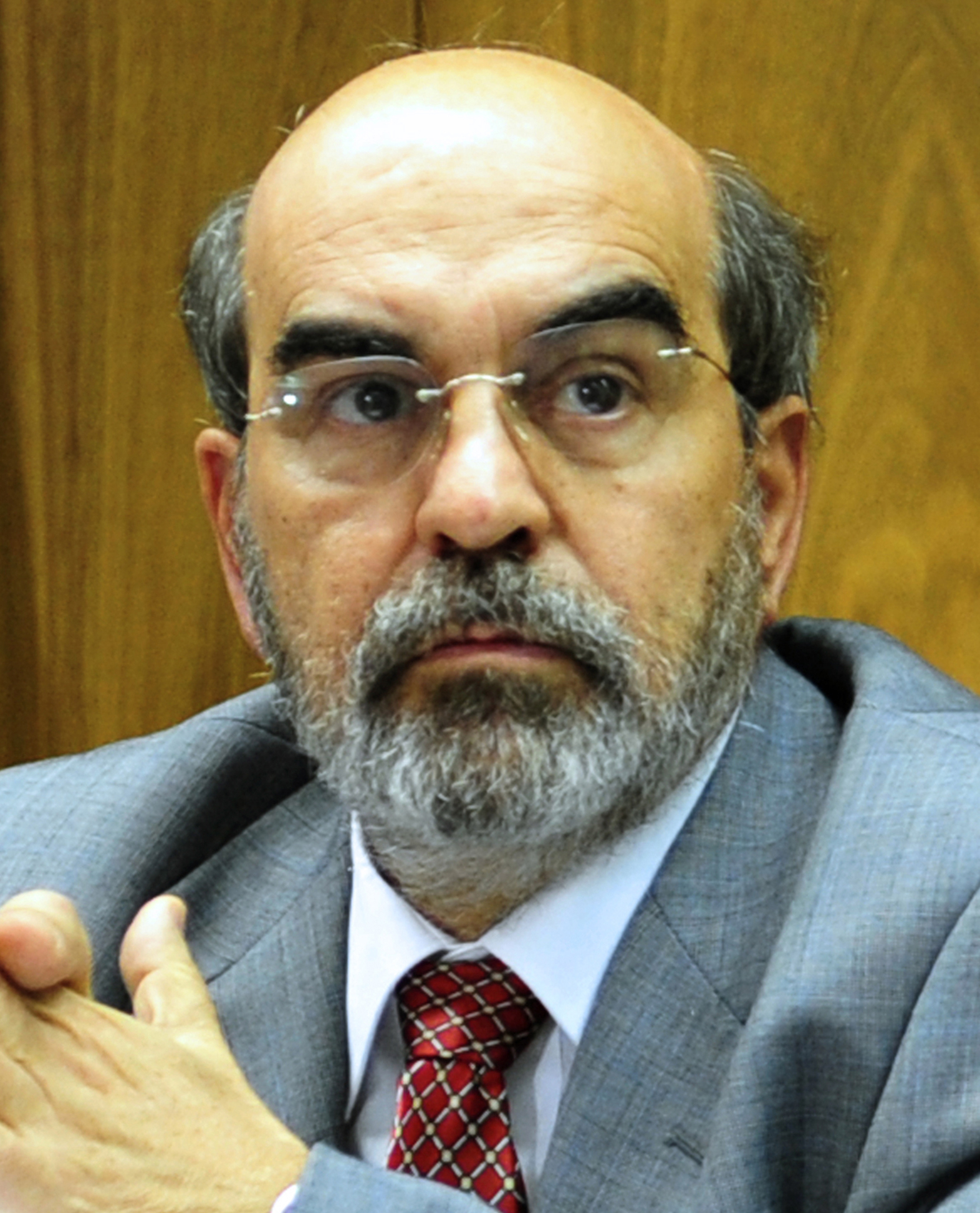
ONUAA José Graziano da Silva, Directeur général
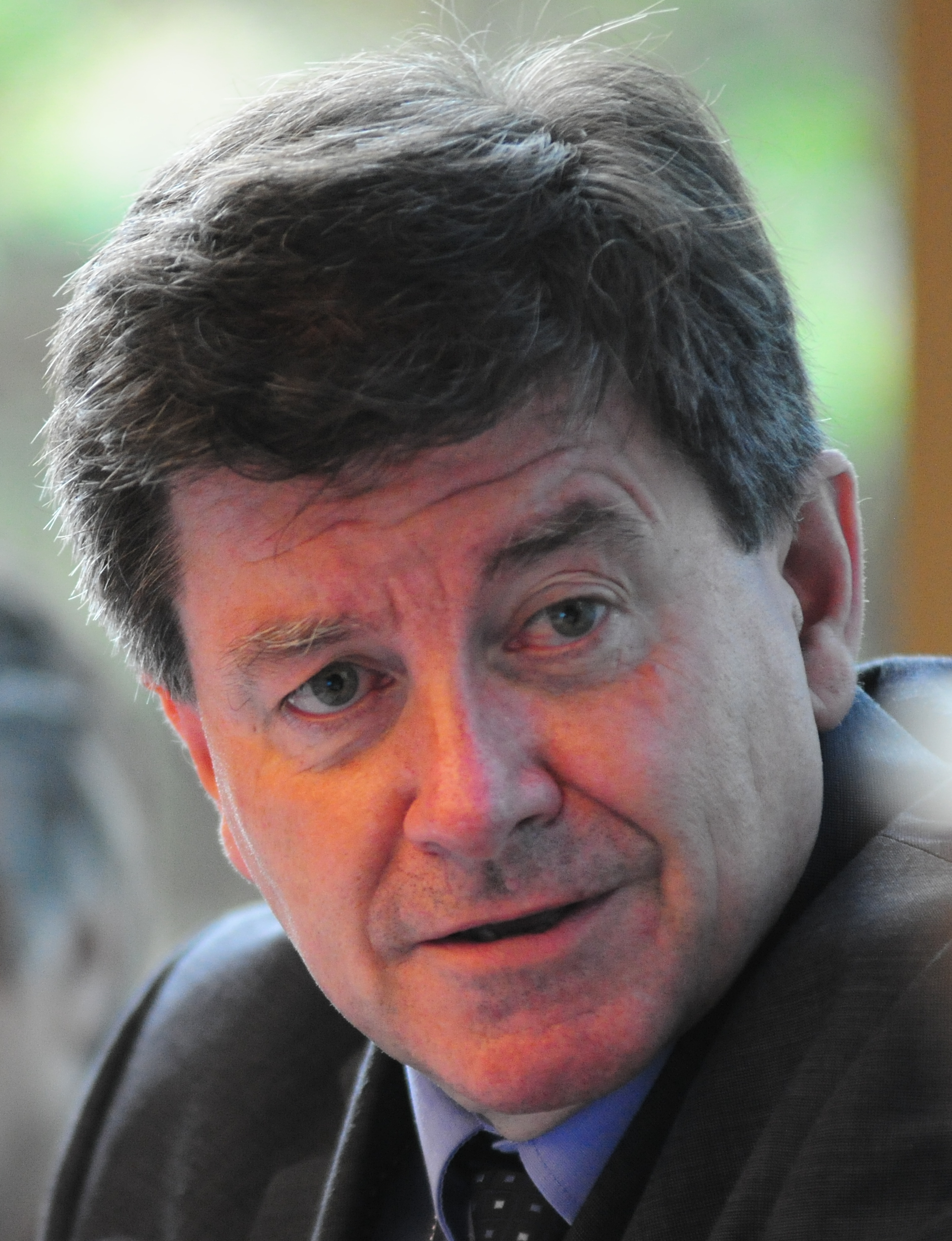
OIT Guy Ryder, Directeur général
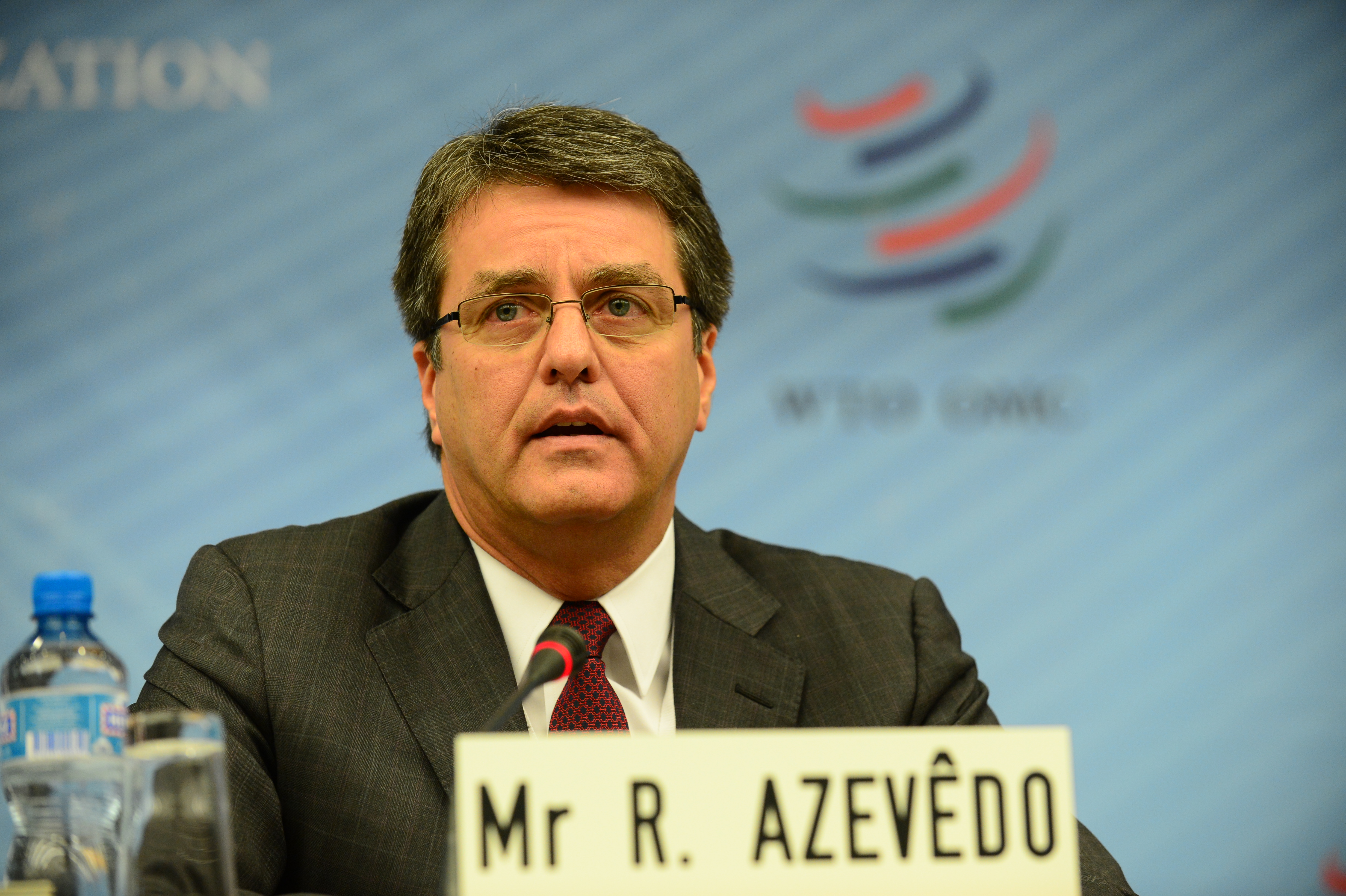
OMC Roberto Azevêdo, Directeur général
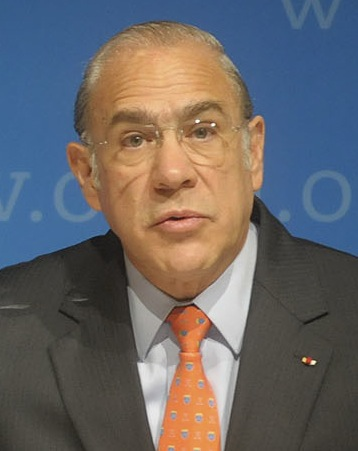
OCDE José Ángel Gurría, Secrétaire général

Pays membres

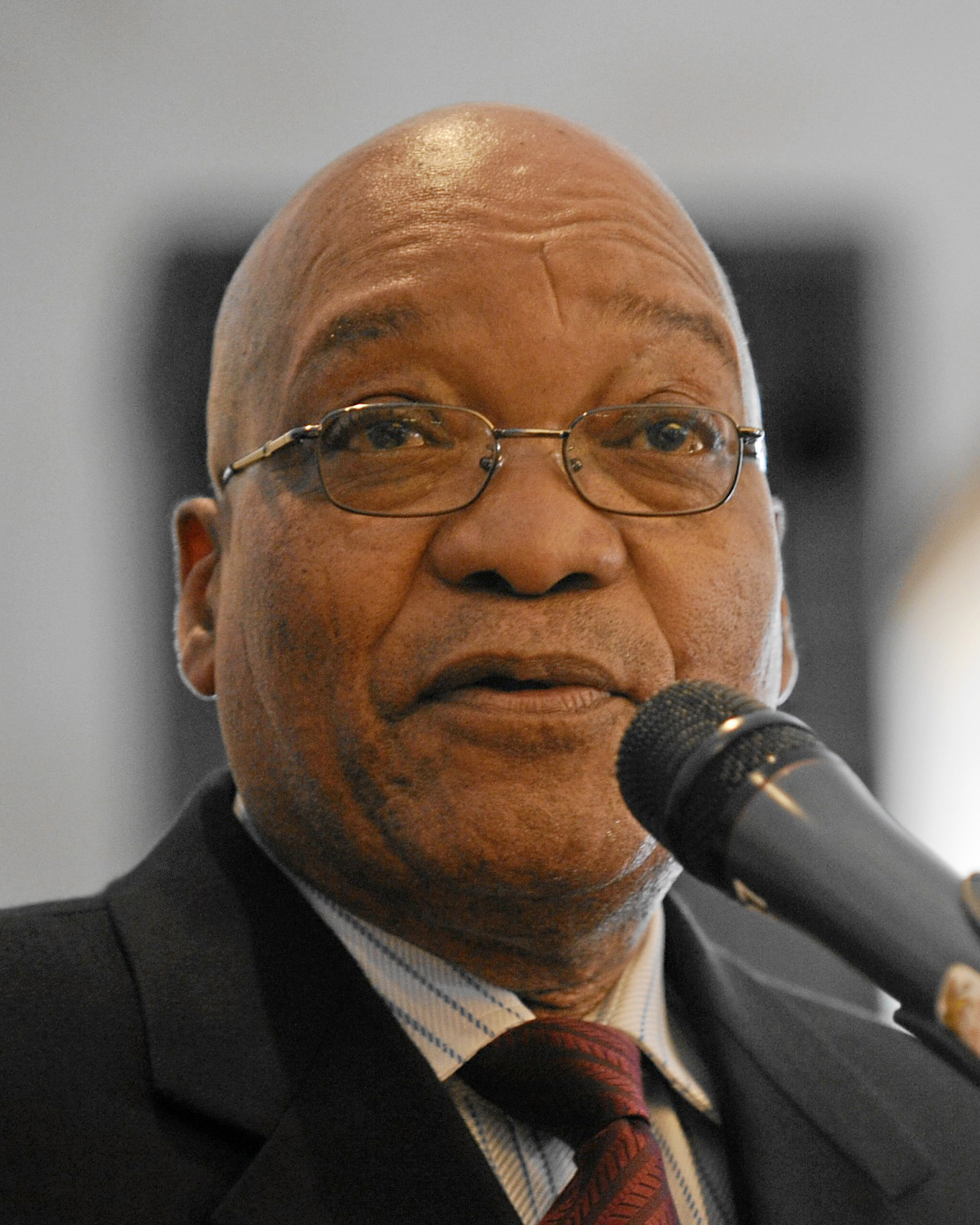
Afrique du Sud Jacob Zuma, Président
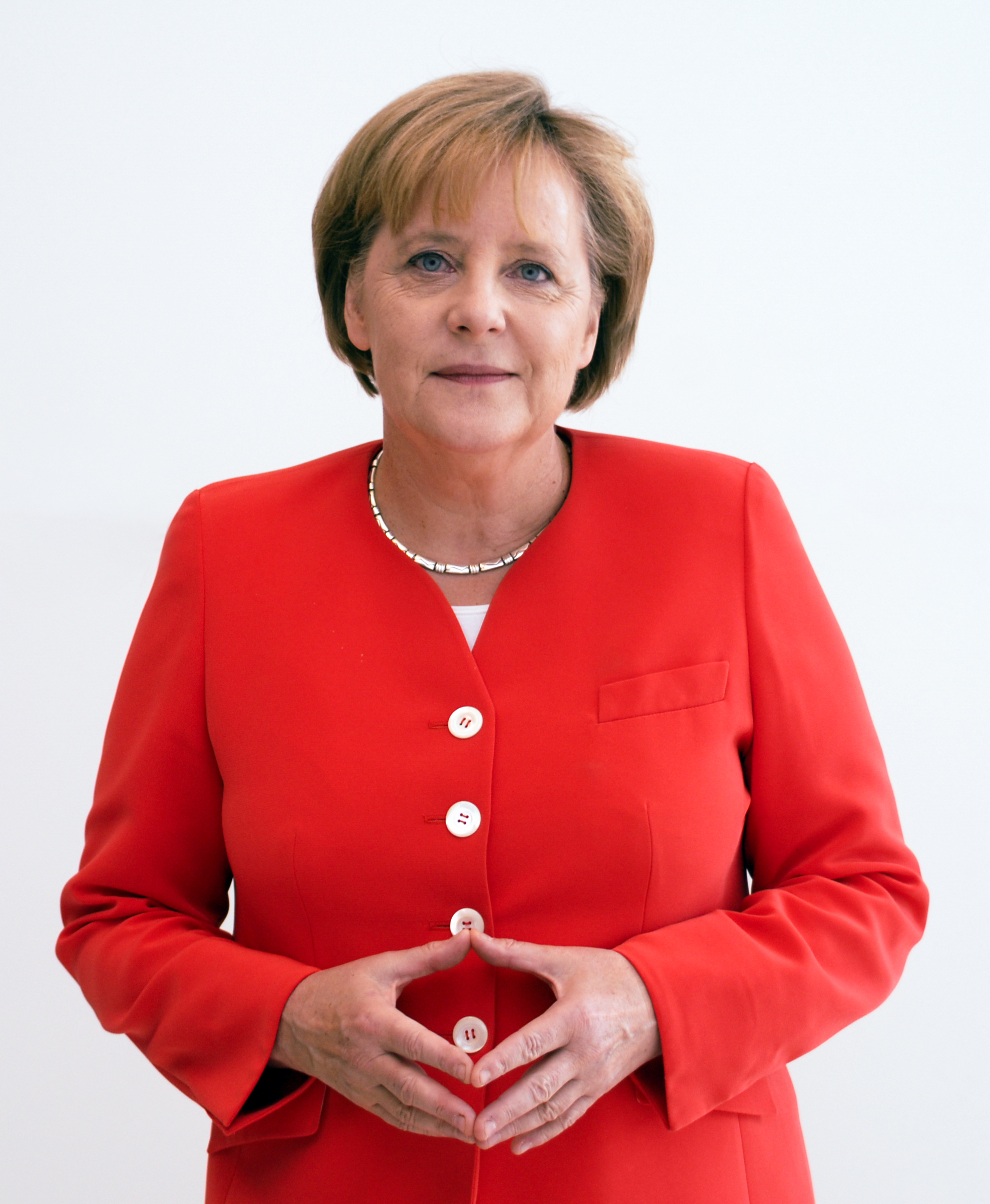
Allemagne Angela Merkel, Chancelière
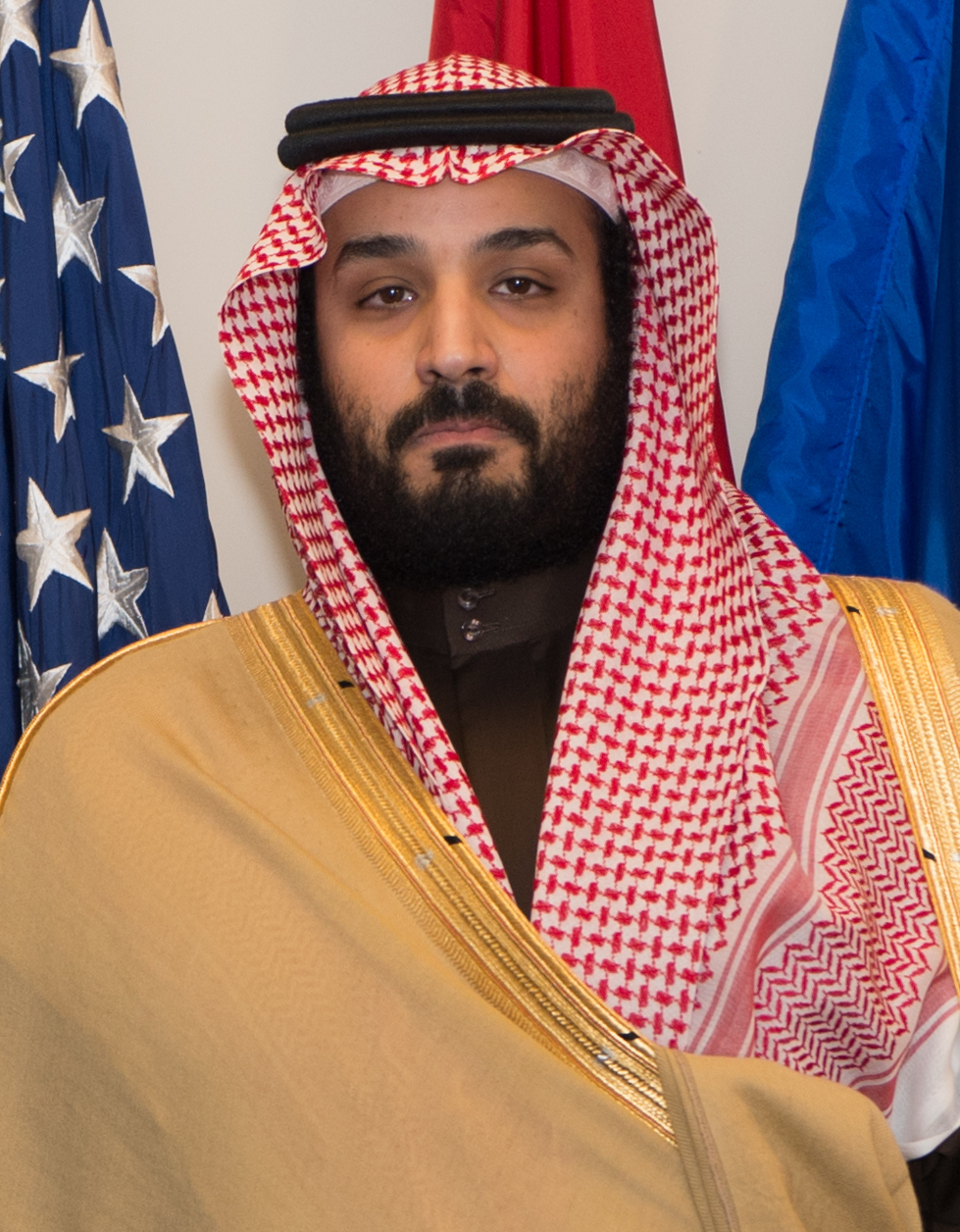
Arabie saoudite Mohammed ben Salmane Al Saoud, Vice-prince héritier
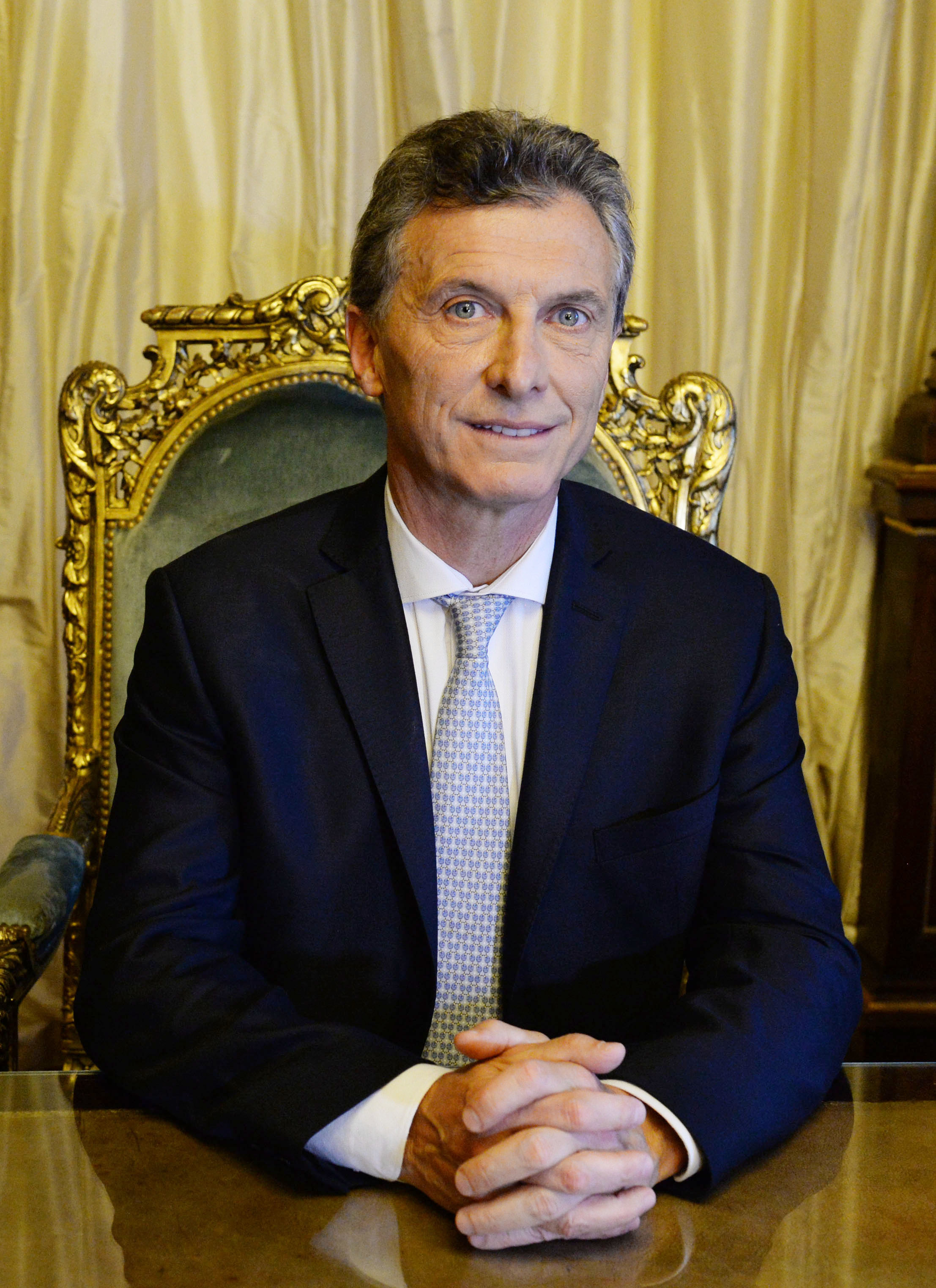
Argentine Mauricio Macri, Président
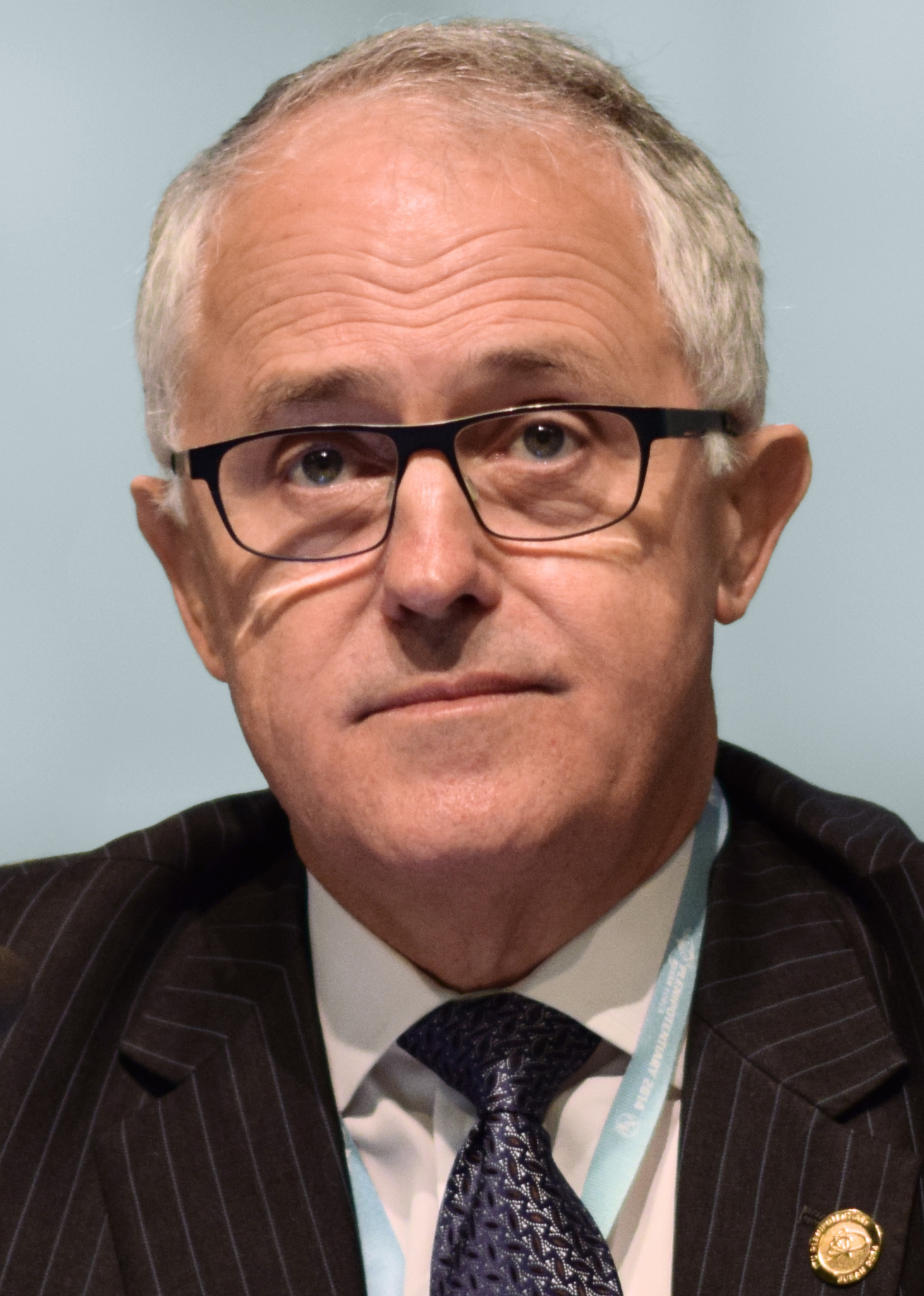
Australie Malcolm Turnbull, Premier ministre
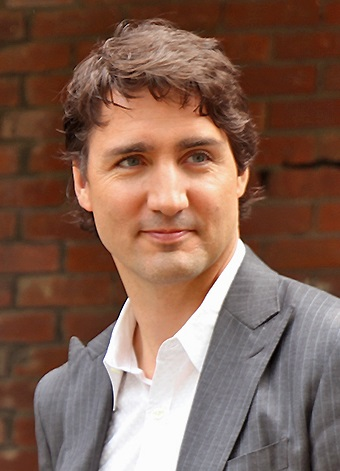
Canada Justin Trudeau, Premier ministre
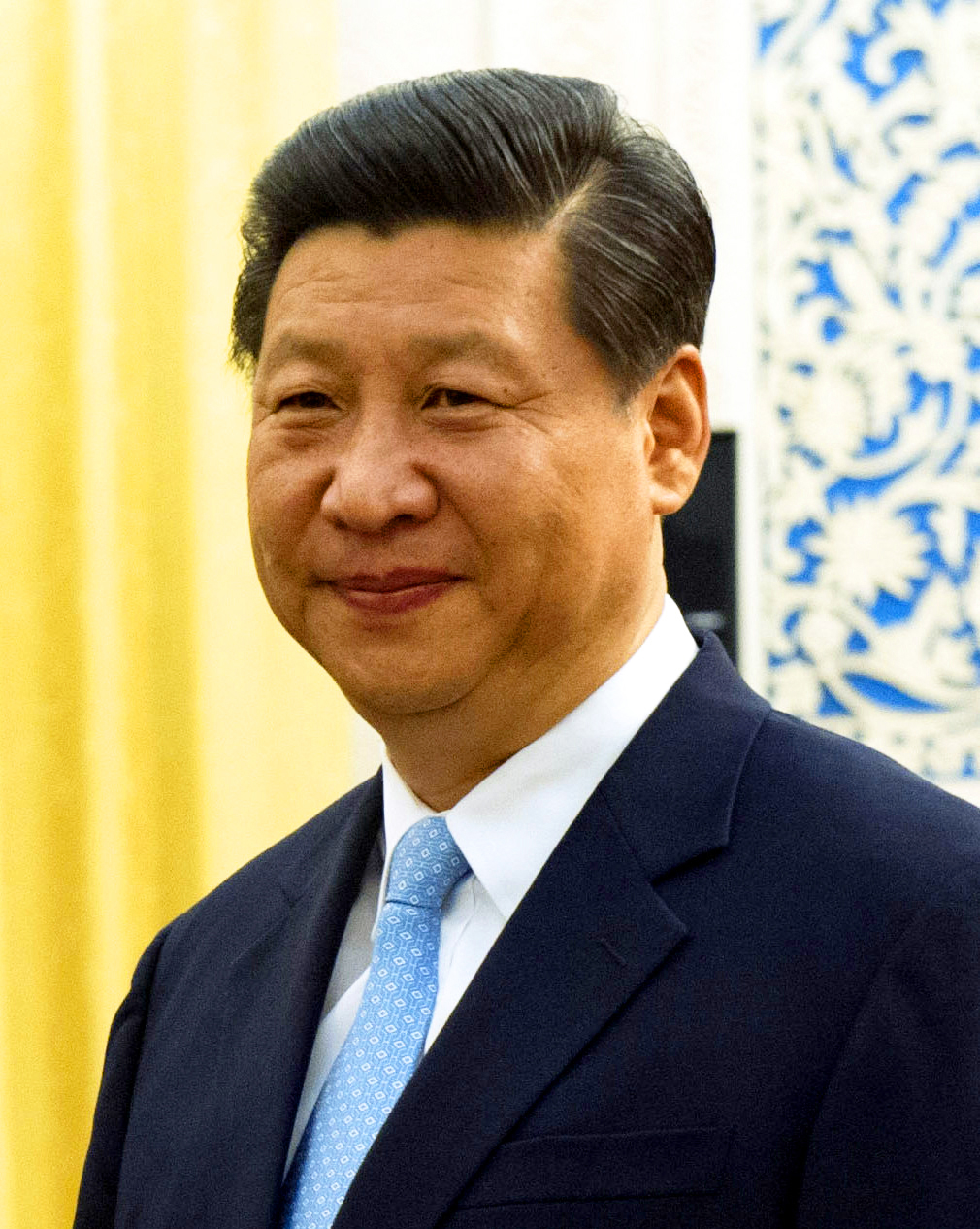
Chine Xi Jinping, Président
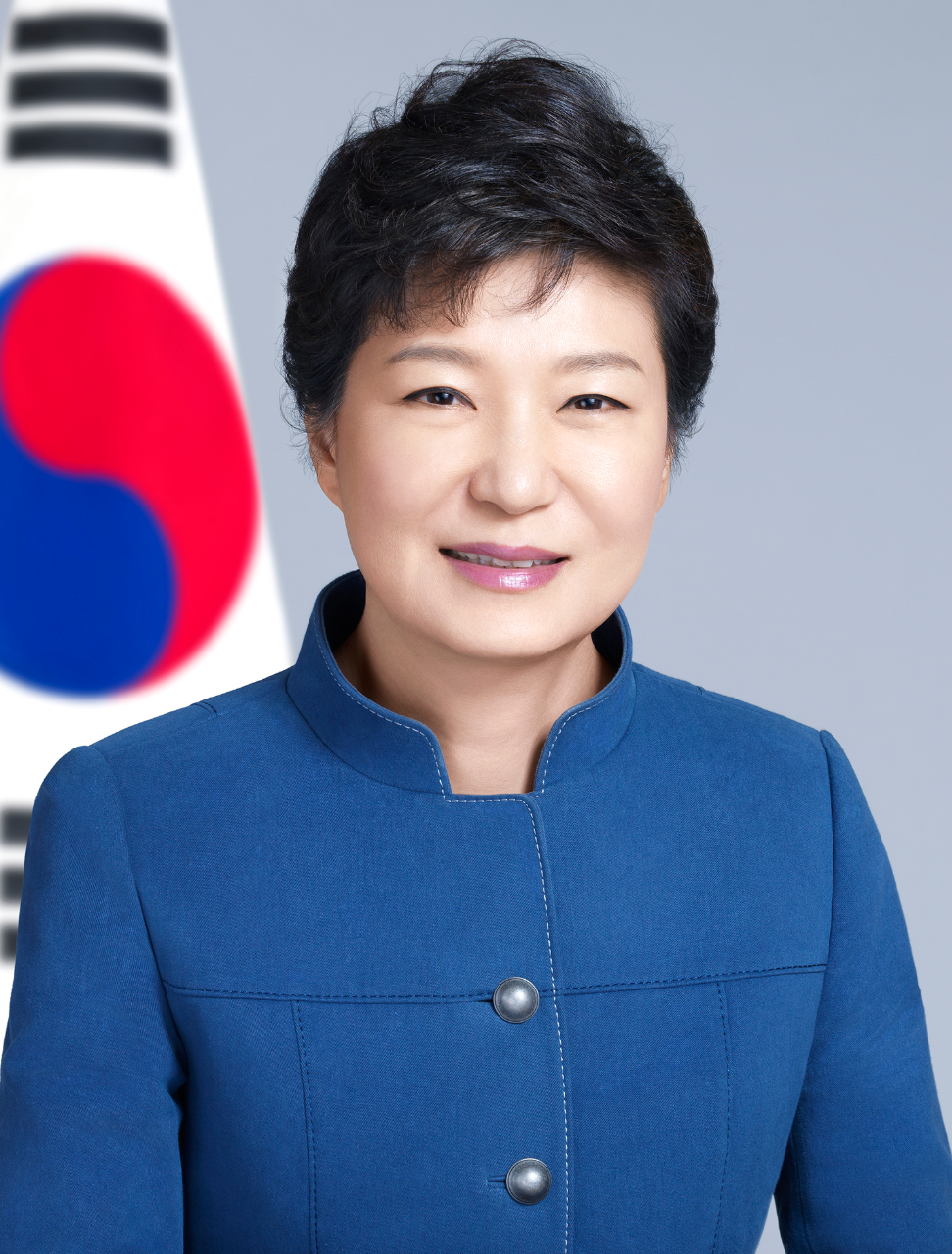
Corée du Sud Park Geun-hye, Présidente
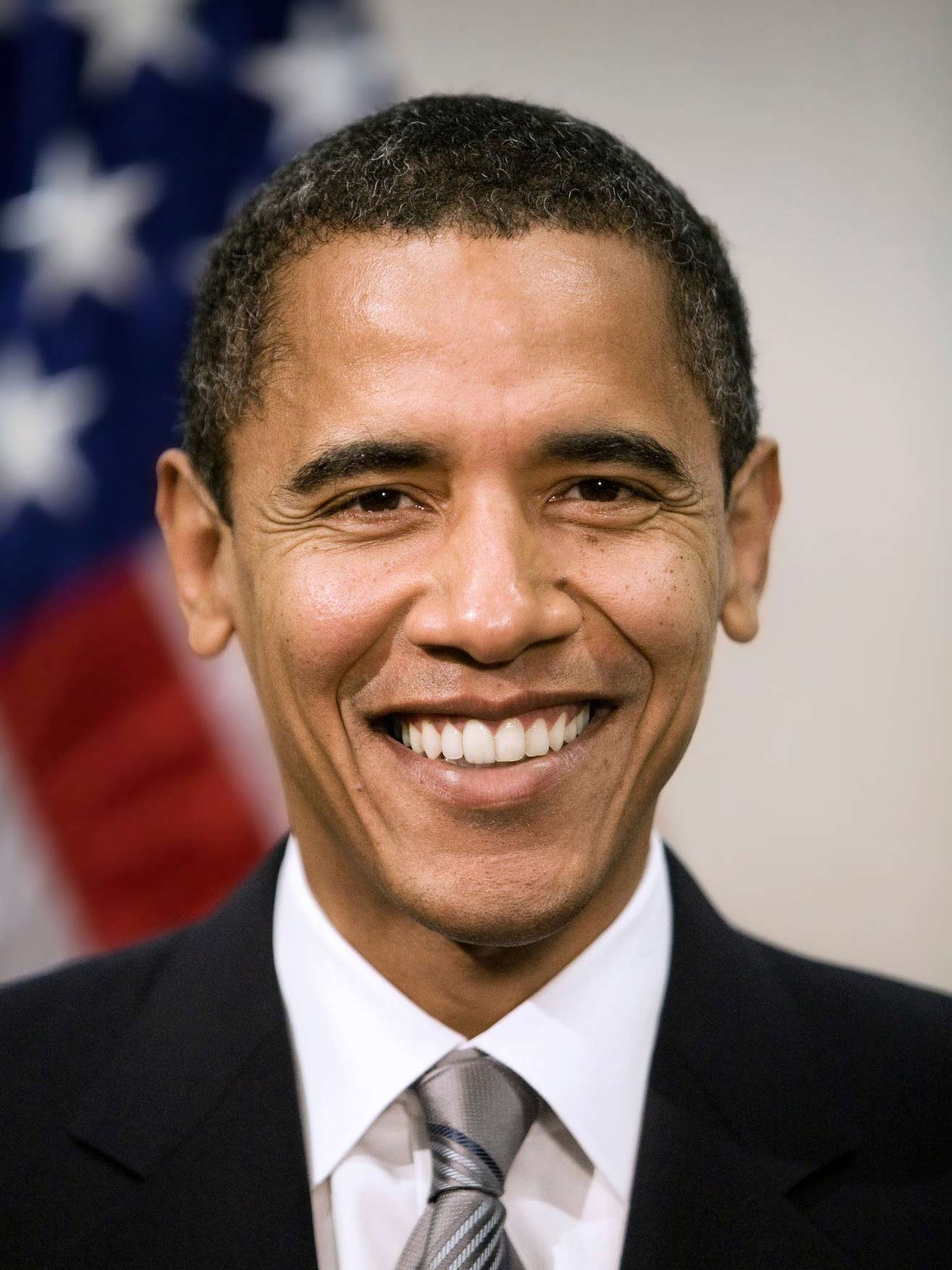
États-Unis Barack Obama, Président
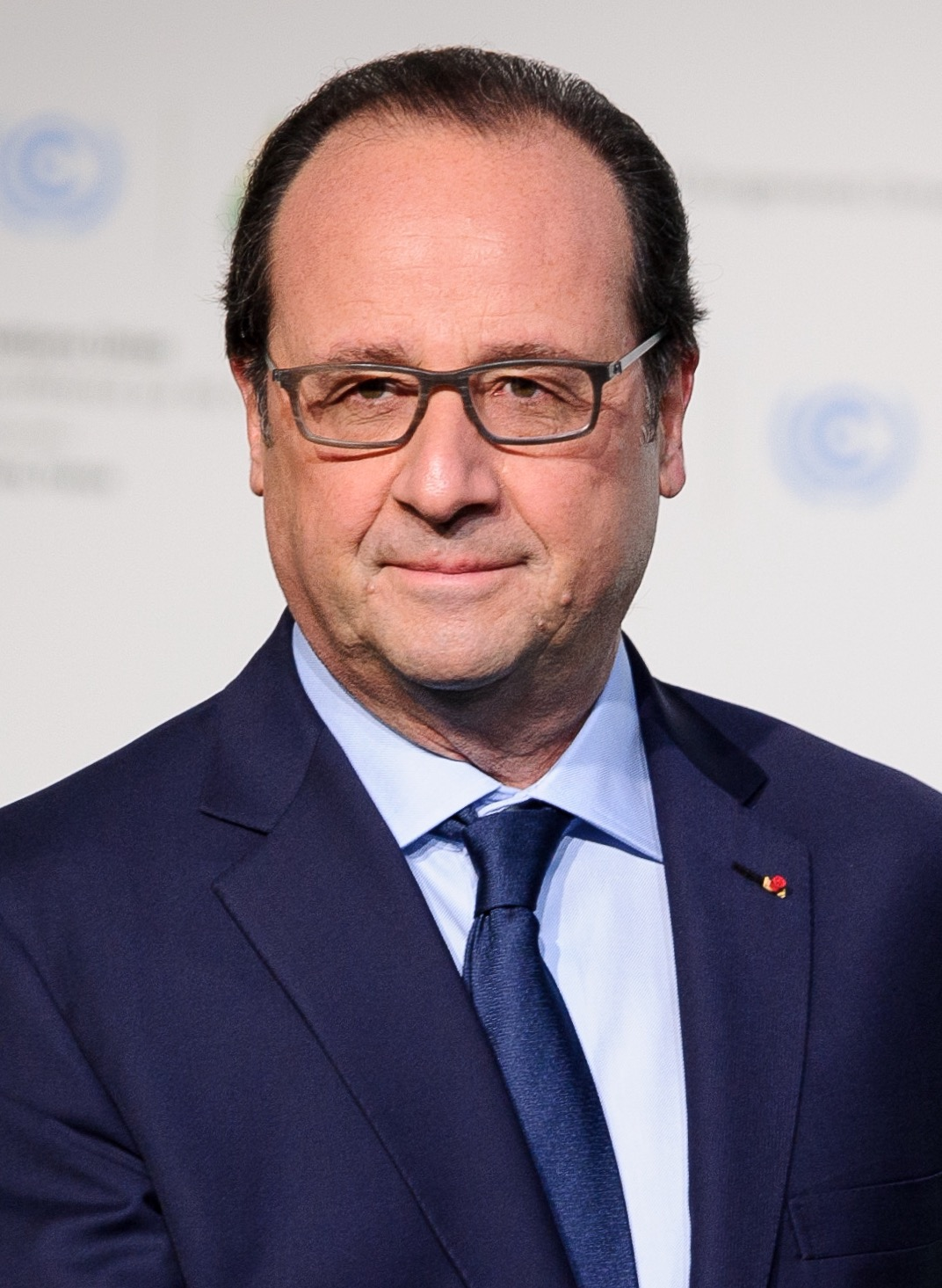
France François Hollande, Président
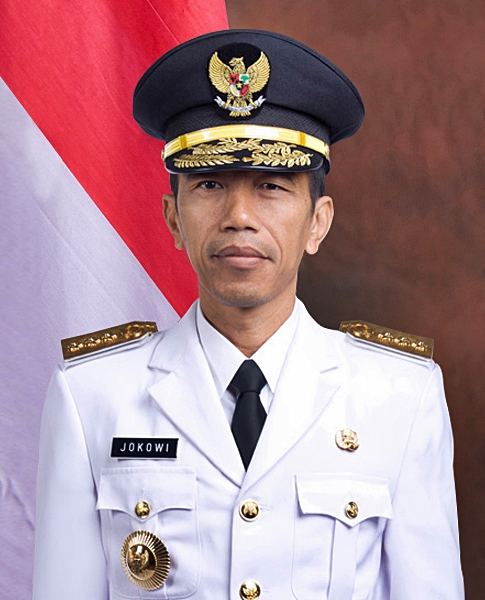
Indonésie Joko Widodo, Président
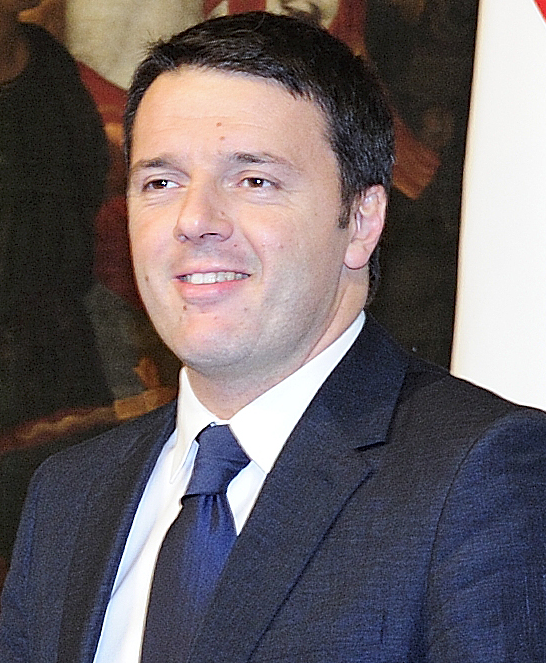
Italie Matteo Renzi, Président du Conseil
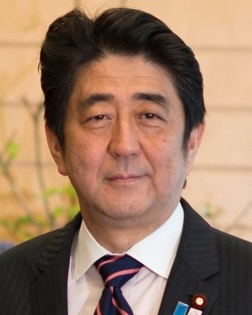
Japon Shinzo Abe, Premier ministre
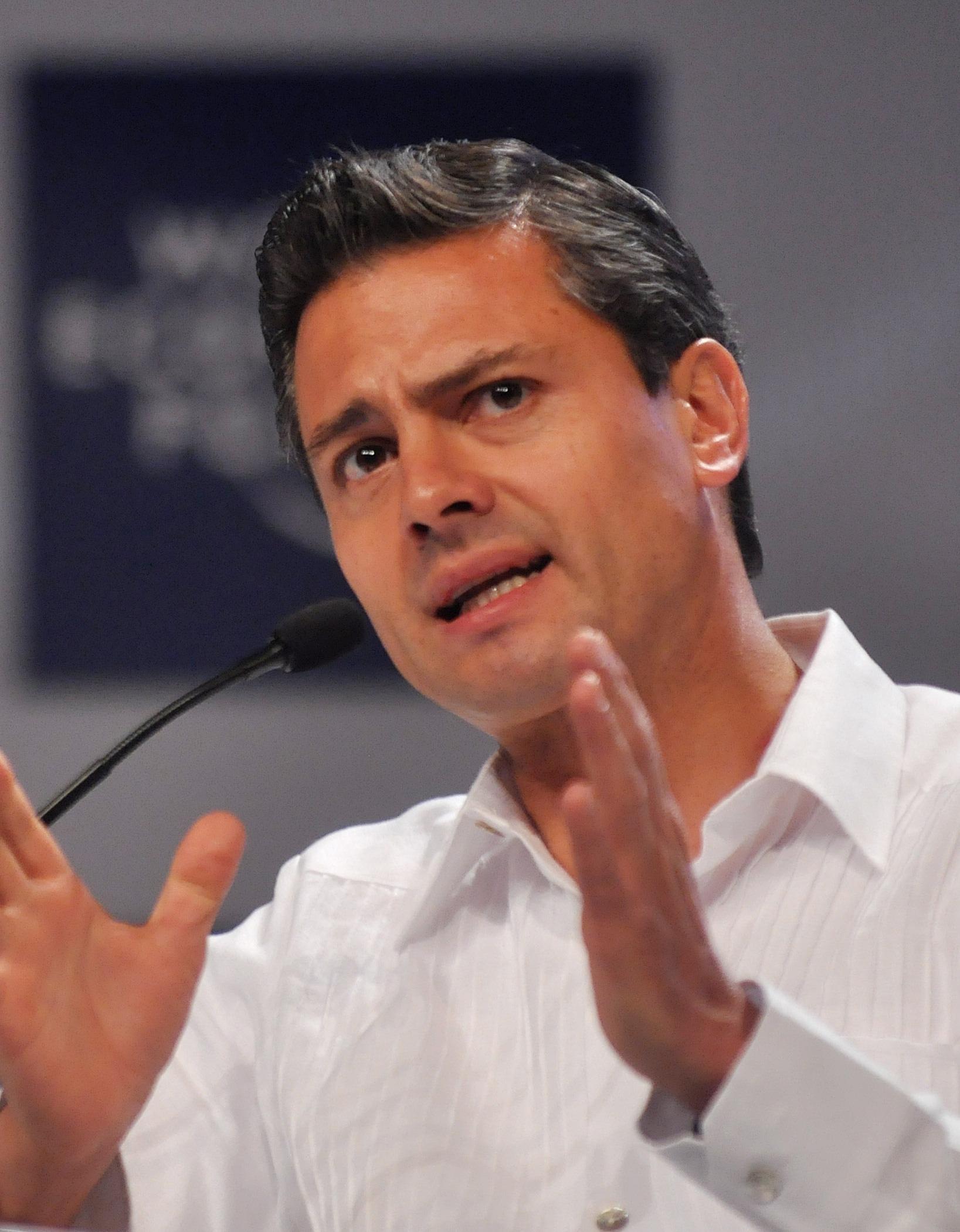
Mexique Enrique Peña Nieto, Président
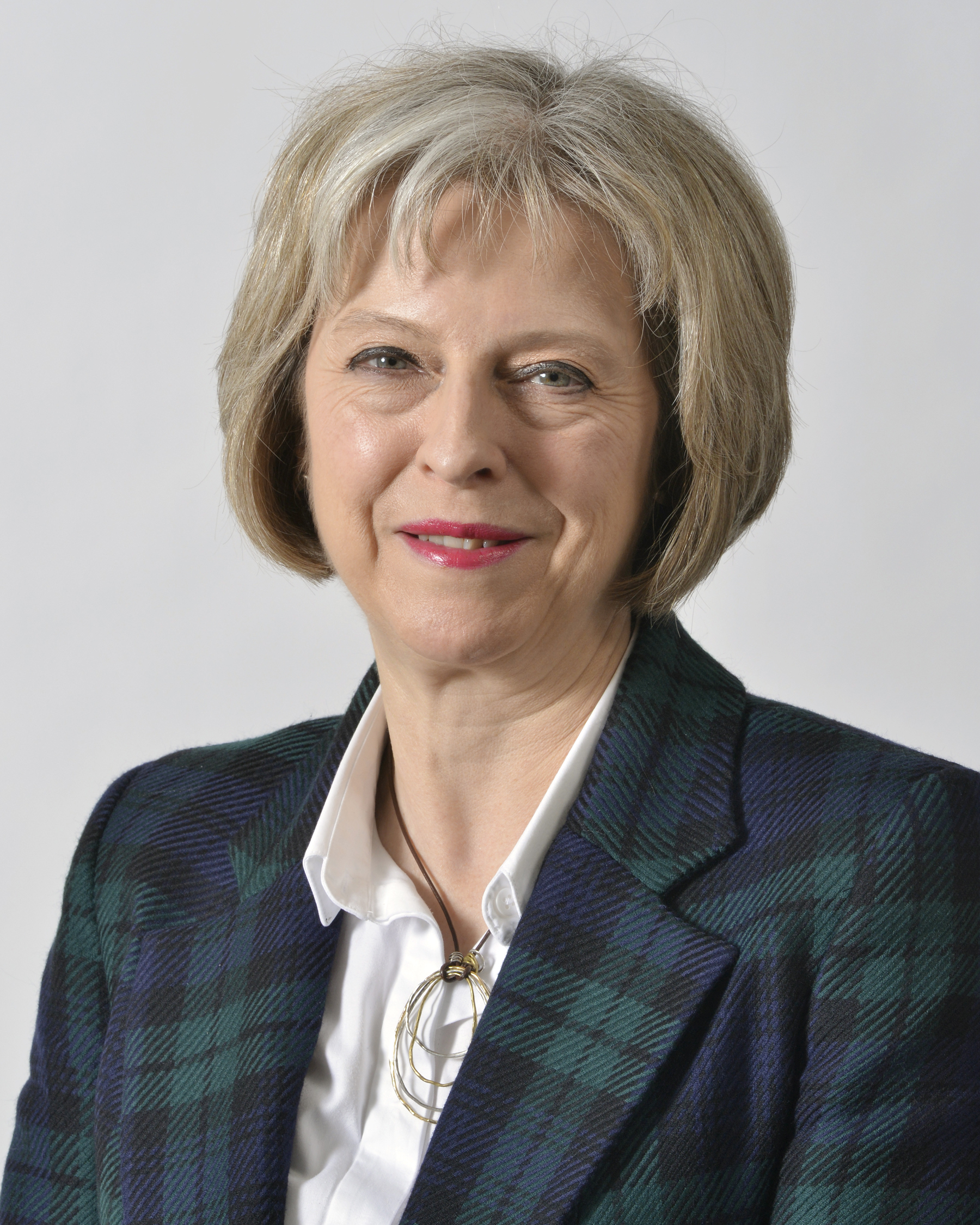
Royaume-Uni Theresa May, Premier ministre
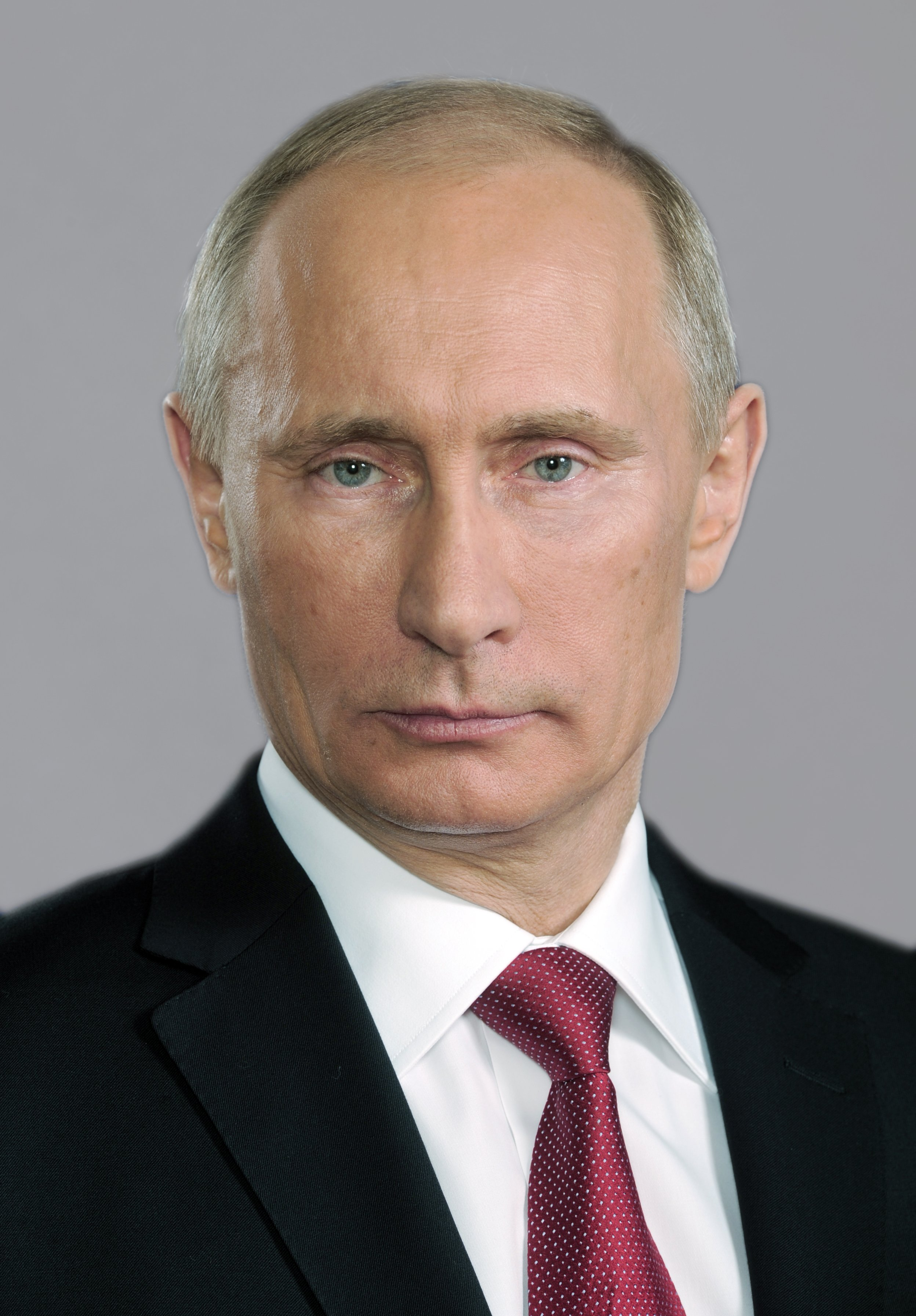
Russie Vladimir Poutine, Président
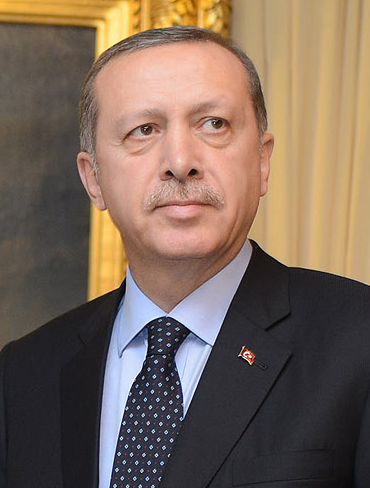
Turquie Recep Tayyip Erdoğan, Président
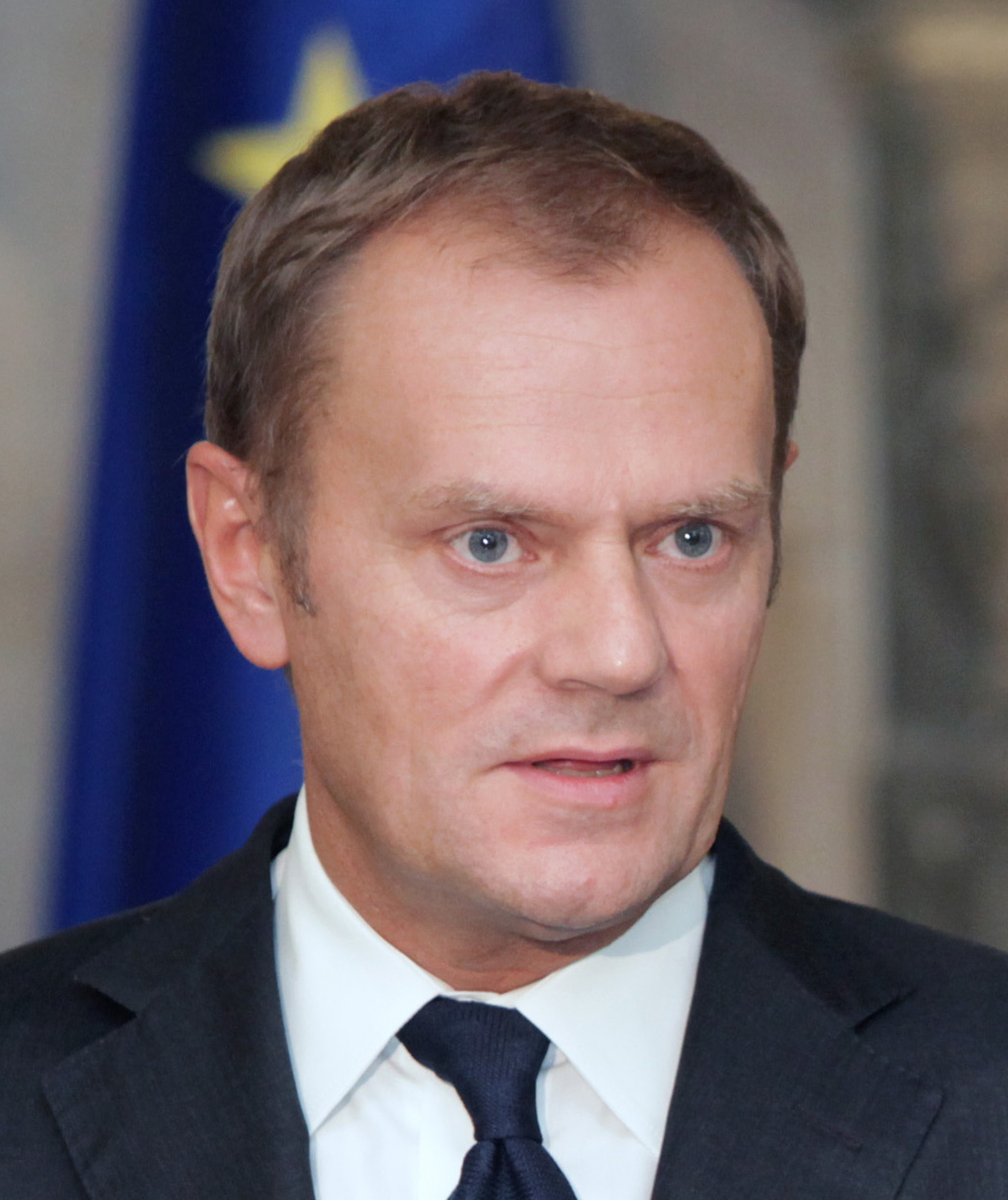
Union européenne Donald Tusk, Président du Conseil européen
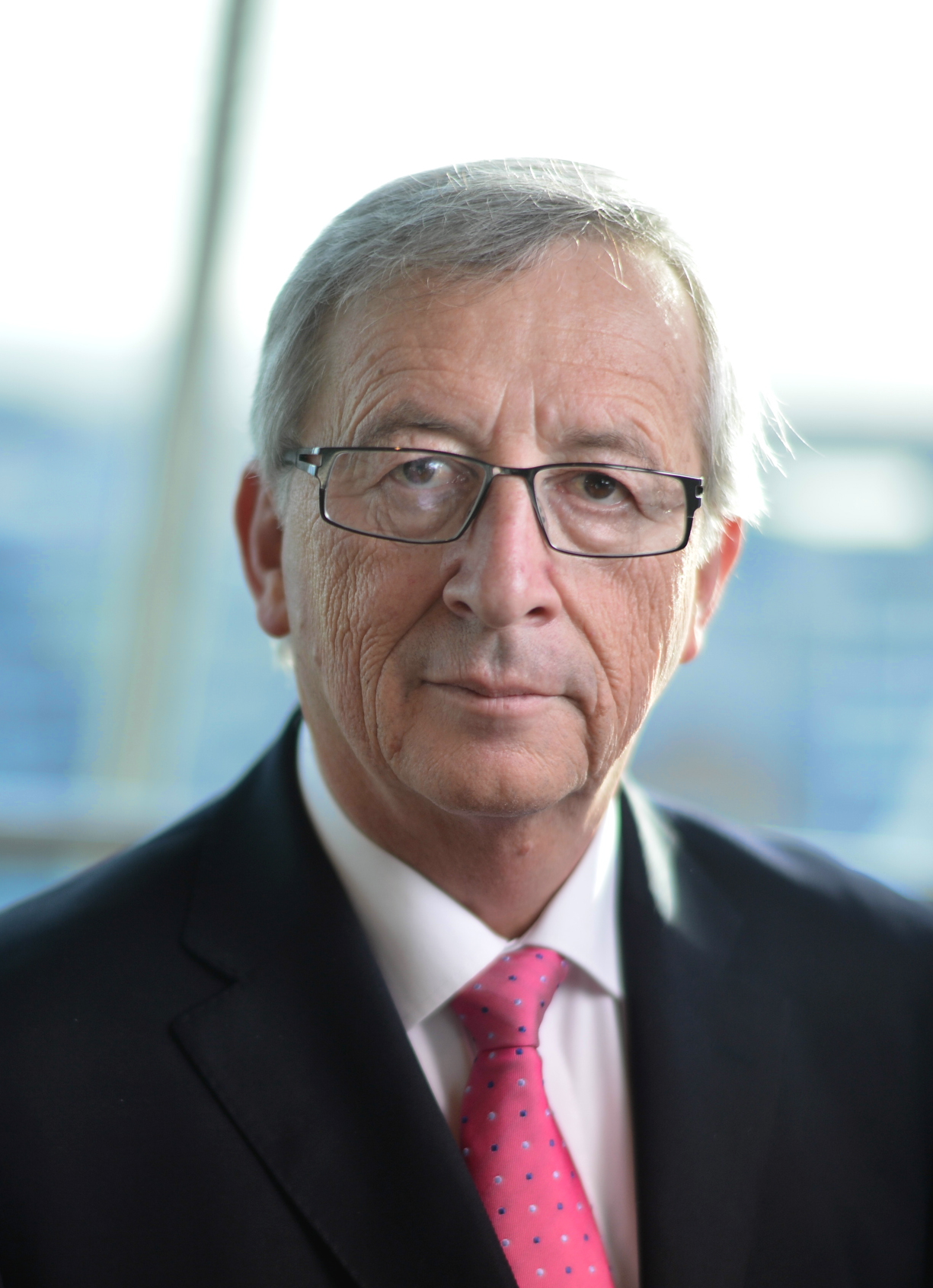
Union européenne Jean-Claude Juncker, Président de la Commission européenne

Pays invités
- Égypte
Abdel Fattah al-Sissi, Président
- Espagne
Mariano Rajoy, Président du gouvernement
- Kazakhstan
Noursoultan Nazarbaïev, Président
- Laos
Thongloun Sisoulith, Président du Conseil
- Sénégal
Macky Sall, Président
- Singapour
Lee Hsien Loong, Premier ministre
- Tchad
Idriss Déby, Président
- Thaïlande
Prayut Chan-o-cha, Premier ministre

Organisations internationales
- Banque mondiale
Jim Yong Kim, Président
- FMI
Christine Lagarde, Directrice générale
- FSB
Mark Carney, Président
- ONU
Ban Ki-moon, Secrétaire général
- ONUAA
José Graziano da Silva, Directeur général
- OIT
Guy Ryder, Directeur général
- OMC
Roberto Azevêdo, Directeur général
- OCDE
José Ángel Gurría, Secrétaire général